# Herbert William Heinrich
Herbert William Heinrich (* 1886 in Bennington, Vermont; † 22. Juni 1962) war ein US-amerikanischer Pionier der 1930er Jahre im Bereich der industriellen Arbeitssicherheit.

## Leben
Heinrich absolvierte eine Ausbildung als Maschinist und wurde zum dritten Assistenzingenieur ernannt, bevor er zur Traveler Insurance Company kam, wo er bis zu seinem Ruhestand im Jahr 1956 arbeitete. Im Ersten Weltkrieg war Herbert William Heinrich bei der United States Navy als Engineering Officer tätig, wurde im Zweiten Weltkrieg zum Vorsitzenden der Sicherheitssektion des US Army War Advisory Board ernannt und wurde 1961 Kamerad der American Society of Safety Engineers. Später hielt er über 20 Jahre lang Vorlesungen zum Thema Sicherheit an der New York University.
Herbert William Heinrich starb am 22. Juni 1962 im Alter von 76 Jahren.

## Heinrichs Gesetz

Heinrichs Dreieck

Eine seiner Erhebungen von 1931 wurde als Heinrichs Gesetz bekannt. Herbert William Heinrich analysierte 550.000 Unfälle und machte dabei die Beobachtung eines konstanten Verhältnisses, wonach sich hinter jedem Unfall an einem Arbeitsplatz, der zu einer schwerwiegenden Verletzung führt, 29 Unfälle mit leichteren Verletzungen und 300 Unfälle ohne Verletzung verbergen. Da vielen Unfällen die gleichen Ursachen zu Grunde liegen, können – so die prinzipielle Annahme von Heinrich – durch das Ansprechen von gewöhnlichen Unfällen, die keine Verletzungen zur Folge haben, schwerwiegendere Unfälle mit Verletzungen vermieden werden.
Dieser Sachverhalt wurde laut Heise online in späteren Untersuchungen mit ähnlichen Zahlenverhältnissen bestätigt, und das oben beschriebene, daraus abgeleitete Prinzip Heinrichs hat in den vergangenen Jahren Einzug in das Qualitätsmanagement von Kliniken in Form eines Critical Incident Reporting System (CIRS) gefunden.

## Heinrichs Theorie
Herbert William Heinrichs Arbeit ist Grundlage der Behavior-Based-Safety-Theorie, die davon ausgeht, dass 95 % aller Unfälle am Arbeitsplatz auf unsicheres Verhalten zurückzuführen sind. Heinrich kam zu dieser Schlussfolgerung, nachdem er Tausende von durch Supervisoren erstellte Unfallberichte überprüft hatte, die den Arbeitern generell die Schuld an den Unfällen gaben, ohne detailliertere Untersuchungen zu den Ursachen durchzuführen. Während Heinrichs Zahl, wonach 88 % aller Arbeitsunfälle und Verletzungen/Erkrankungen durch "menschliche Fehler" verursacht werden, vermutlich seine meistzitierte Schlussfolgerung ist, hat sein Buch die Arbeitgeber tatsächlich dazu ermutigt, Gefahren zu kontrollieren und sich nicht nur auf das Verhalten der Arbeiter zu fokussieren.
"No matter how strongly the statistical records emphasize personal faults or how imperatively the need for educational activity is shown, no safety procedure is complete or satisfactory that does not provide for the . . . correction or elimination of . . . physical hazards," schrieb Heinrich in seinem Buch. (deutsch: Unabhängig wie stark die statistischen Daten persönliche Fehler betonen oder wie dringend der Ausbildungsbedarf sich darin zeigt, keine Sicherheitsmaßnahme ist vollständig oder zufriedenstellend, die sich nicht um ... Korrektur und Eliminierung von ... fassbaren Risiken kümmert. Diesen Aspekt der Arbeitsplatzsicherheit betonend, widmete Heinrich 100 Seiten seiner Arbeit dem Thema der Maschinensicherheit).
Heinrich arbeitete an Sicherheitsaspekten in vielen Industrien und publizierte Daten und Richtlinien, wie man von einzelnen Vorkommnissen und Beinaheunfällen zu einer guten Abschätzung der Wahrscheinlichkeit realer Unfälle kommt. 1961 erhielt er die ASSE-Fellow-Auszeichnung der American Society of Safety Engineers, des amerikanischen Verbandes der Sicherheitsingenieure.

## Kritik am Werk des Herbert William Heinrich
Zwei spätere Bücher fordern die Erkenntnisse und Schlussfolgerungen von Heinrich heraus. Heinrich Revisited: Truisms or Myths von Fred A. Manuele, CSP, PE veröffentlicht vom National Safety Council bietet im letzten Kapitel folgende Kritik: "Die Absicht dieses Buches ist es, eine Überprüfung der Herkunft bestimmter Prämissen von Heinrich vorzunehmen, die als Truismen akzeptiert wurden, wie sich diese entwickelten und mit der Zeit veränderten und deren Validität festzustellen. Es folgt eine Zusammenfassung der Beobachtungen, die in diesem Buch dargestellt wurden.
1. Unterlagen, die zu Heinrichs Forschungen gehören, existieren nicht. Folglich gibt es weder Material zur Begutachtung der Qualität der Forschung oder des verwendeten analytischen Systems, das zu den Prämissen führte, noch zu deren Validität.
2. Heinrichs Studien basieren auf Unfällen, die in den 1920er-Jahren passierten. Sicherheit bei der Arbeit und die Arbeitsplätze selbst haben sich seit damals substantiv verändert, wie sich anhand erwähnenswerter Fakten bezüglich der Reduzierung von Unfällen in den vergangenen 70 Jahren belegen lässt. Daher sollte der derzeitige Wert und die Anwendbarkeit seiner Schlussfolgerungen hinterfragt und untersucht werden.
3. Auch wenn die Psychologie ihren Platz im Sicherheitsmanagement hat, die Betonung, die Heinrich ihr mit dem Ausdruck "ein Fundament größter Wichtigkeit in der Unfallverursachung zu sein" zusprach, war unangemessen und diese Überbetonung beeinflusste seine Arbeit beträchtlich.
4. Heinrichs 88-10-2-Verhältnis deutet darauf hin, dass unter den direkten und indirekten Ursachen 88 % unsichere Aktivitäten, 10 % mechanische oder physikalische Konditionen und 2 % unvermeidliche Ursachen seien:
  1. Die verwendete Methodik, die zu diesen Verhältnissen führt, kann nicht unterstützt werden.
  2. Aktuelles Wissen über die Ursachen deutet darauf hin, dass diese Prämisse ungültig ist.
  3. Die Prämisse steht im Konflikt mit der Arbeit anderer, wie z. B. W. Edwards Deming, nach dessen Forschung sich die Ursachen von Unzulänglichkeiten in den angewendeten Managementsystemen herleiten lassen.
  4. Unter allen Prämissen von Heinrich hat die Anwendung dieses Verhältnisses den größten Einfluss auf die Sicherheitspraxis und hat den größten Schaden angerichtet, da sie die präventiven Anstrengungen auf den Arbeiter statt auf das zu Grunde liegende Betriebssystem fokussiert.
5. Die der schwerwiegenden Verletzung zu Grunde liegende Annahme, das 300-29-1-Verhältnis (Heinrichs Dreieck), ist die am wenigsten haltbare seiner Prämissen:
  1. Es ist unmöglich, sich vorzustellen, dass man aus Einzelfalldaten, die mit den üblichen Erfassungsmethoden von 1926 dokumentiert wurden, auf 10 von 11 verletzungsfreie Unfälle kommen kann.
  2. Schlussfolgerungen, die sich auf das 300-29-1-Verhältnis beziehen, wurden von Ausgabe zu Ausgabe ohne Erklärung überarbeitet, woraus sich Fragen nach der gültigen Version ergeben.
6. Heinrichs oft genannter Glaube, dass die vorherrschenden Ursachen von verletzungsfreien Unfällen identisch mit den vorherrschenden Ursachen von Unfällen, die zu schwerwiegenden Verletzungen führen seien, ist nicht durch überzeugende Fakten belegt und wird von verschiedenen Autoren angezweifelt. Die Anwendung der Prämisse ist irreführend, da diejenigen, die diese anwenden, die unangemessene Annahme treffen könnten, dass, falls sie ihre Anstrengungen auf die Art von Unfällen richten, die häufig auftreten, damit auch die Möglichkeit schwerwiegender Unfälle adressiert werde:
  1. Die Untersuchung einer Vielzahl von Unfällen, die zum Tode oder zu schwerwiegende Verletzungen führten, durch heutige Unfallexperten führt zum Schluss, dass deren kausale Faktoren nicht mit denen von Unfällen, die häufig auftreten und mit leichten Verletzungen ausgehen, zusammenhängen.
7. Es existiert keine Dokumentation, die Heinrichs 4-1-Verhältnis bezüglich der indirekten Unfallkosten zu den direkten Kosten unterstützt. Weiterhin ist es unmöglich zu einem Verhältnis zu gelangen, das universell anwendbar ist.
8. In den Unfallverhütungsprinzipien hat Heinrich eine unangemessene Überbetonung auf unsichere Aktivitäten von Individuen als kausale Faktoren gelegt und widmet den kausalen Faktoren, die vom angewendeten Betriebssystem herrühren, unzureichende Aufmerksamkeit. Es ist der Glaube des Autors, dass viele Sicherheitsexperten mit Heinrichs Prämisse "Menschliche Fehler sind der Kern des Problems und die Methoden der Steuerung müssen auf menschliche Fehler ausgerichtet werden." nicht einverstanden wären.
9. In Heinrichs Unfallfaktoren wird kausalen Faktoren, die von Abstammung und Umgebung herrühren, und Fehlern von Personen, die angeblich von vererbten oder erworbenen Fehlern herrühren, herausgestellt, was bei Respekt der heutigen gesellschaftlichen Sitten unangebracht ist ..."

Das ein Jahr später erschienene Buch On the Practice of Safety von Fred Manuele beschäftigt sich noch weiter mit Heinrich und vergleicht und kontrastiert seine Erkenntnisse gegenüber denen von W. Edwards Deming.